# Maciej Kowalonek
Maciej Kowalonek (ur. 29 marca 1993) – polski siatkarz, grający na pozycji przyjmującego. Od sezonu 2017/2018 występuje w drużynie UKS Mickiewicz Kluczbork.

## Sukcesy klubowe
Mistrzostwa Województwa Zachodniopomorskiego Kadetów:
- 2010[2]

Mistrzostwo II ligi:
- 2018

## Nagrody indywidualne
- 2010: MVP w turnieju finałowym Mistrzostw Województwa Zachodniopomorskiego Kadetów